# Gluta celebica
Gluta celebica là một loài thực vật có hoa trong họ Đào lộn hột. Loài này được Kosterm. mô tả khoa học đầu tiên năm 1988.